# Anton Dohrn

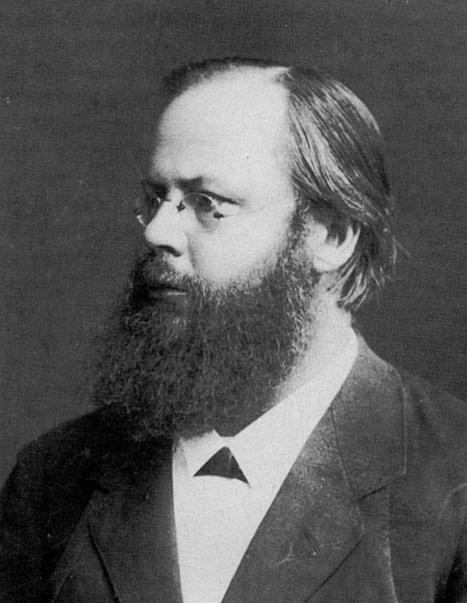
Anton Dohrn, um 1880

Felix Anton Dohrn (* 29. Dezember 1840 in Stettin; † 26. September 1909 in München) war Zoologe und einer der ersten Erforscher der Phylogenese.

## Leben
Anton Dohrn war der dritte Sohn von Carl August Dohrn und dessen Ehefrau Adelheid Dietrich. Zu seinen Paten zählte der Komponist Felix Mendelssohn Bartholdy. Er studierte an den Universitäten Königsberg, Bonn und Jena bei Rudolf Virchow, Ernst Haeckel und Carl Gegenbaur die Fächer Medizin und Zoologie. 1868 wurde er in Jena zum Thema Studien zur Embryologie der Arthropoden habilitiert und blieb dort die folgenden zwei Jahre als Dozent für Zoologie. Nach Meinungsverschiedenheiten mit Haeckel ließ Dohrn jedoch den Plan fallen, eine Universitätslaufbahn anzustreben. Zu seinen Studenten gehörten Hermon Carey Bumpus (1862–1943), William Morton Wheeler und Charles Otis Whitman (1842–1910). Eindringlich beschäftigte er sich unter dem Eindruck des Darwinismus mit der Stammesgeschichte von Gliederfüßern, und zwar auf der Basis von embryologischen und vergleichenden anatomischen Daten. Auf seinen Erkenntnissen aufbauend schlug er als erster die Abstammung der Wirbeltiere von ringelwurmartigen Vorfahren vor. Anton Dohrn beschrieb außerdem das Prinzip des Funktionswechsels. Später befreundete er sich mit dem Philosophen Friedrich Albert Lange, dessen Buch Die Geschichte des Materialismus Dohrn sehr beeindruckt hatte. Lange überzeugte den Naturwissenschaftler, dass er verpflichtet sei, seinen Reichtum sinnvoll einzusetzen.

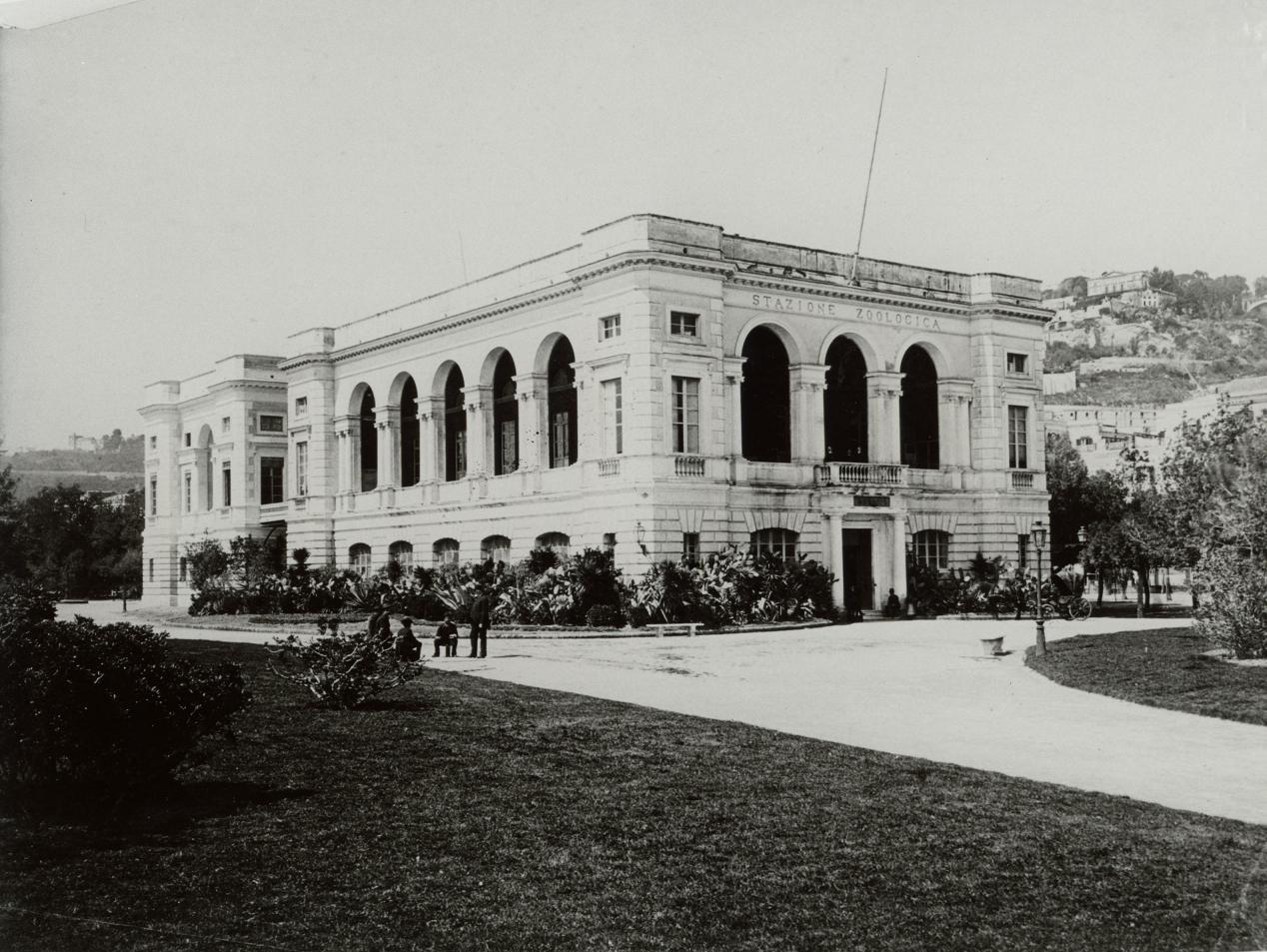
Zoologische Station in Neapel

1874 heiratete er die polnische Übersetzerin Maria Baranowska.
Bis 1909 war Anton Dohrn Direktor der von ihm gegründeten „Zoologische Station“. Danach übernahm sein Sohn Reinhard Dohrn die Leitung des Institutes, das bis heute als Stazione Zoologica Anton Dohrn existiert. Weitere Söhne von Anton Dohrn waren Wolf Dohrn, Boguslav Dohrn und Harald Dohrn, der Schwiegervater von Christoph Probst.
Sein Bruder Heinrich Dohrn, Reichstagsabgeordneter und Unternehmer, war ebenfalls zoologisch interessiert; sein Fokus lag auf der Erforschung von Weichtieren, der Malakologie.
Der Nachlass von Dohrn ist in der Bayerischen Staatsbibliothek.

## Wirken

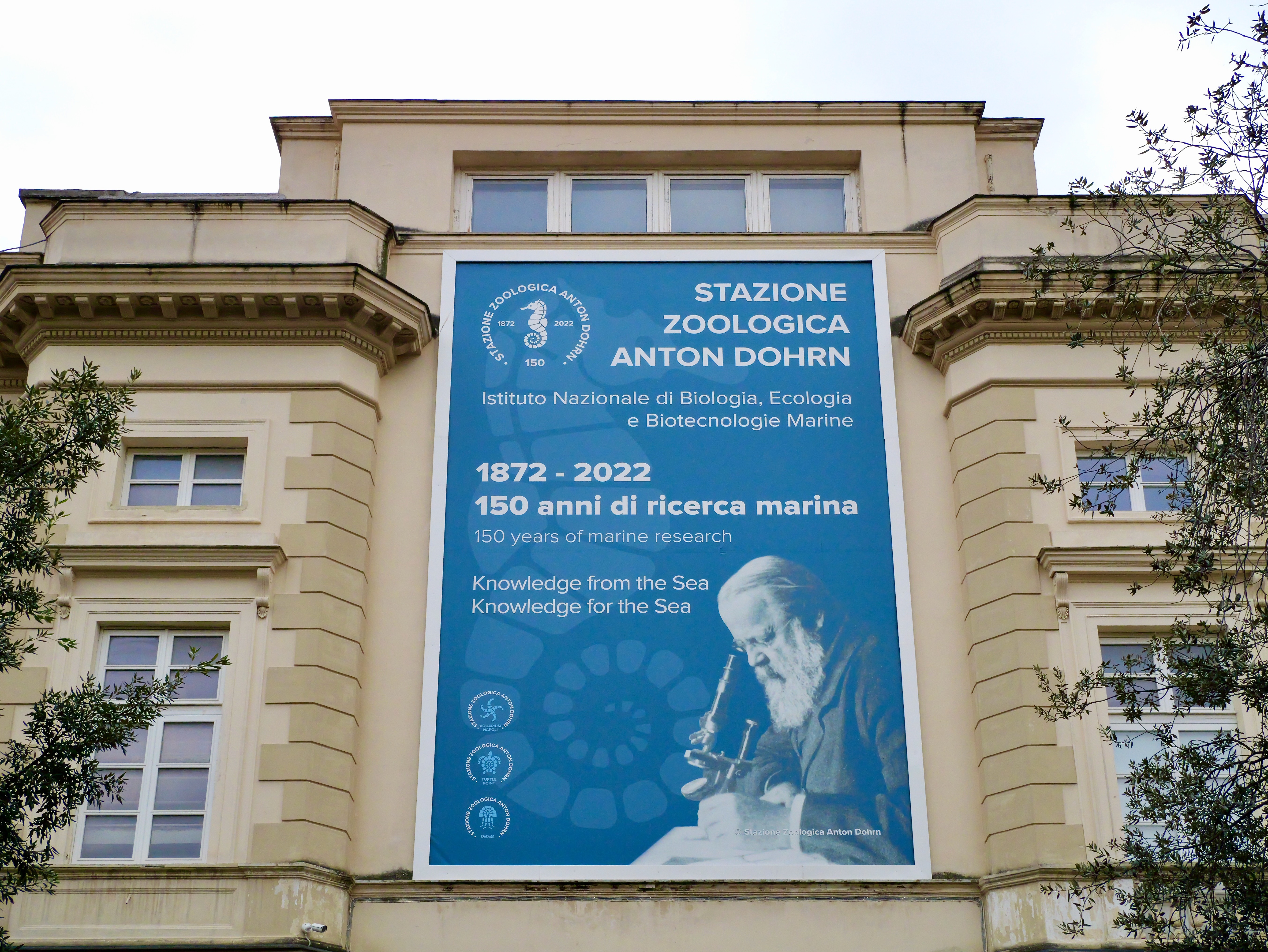
Hauptportal (Zoologische Station), 2024

Anton Dohrn gilt als Begründer des ersten modernen Forschungsinstituts.  Er ließ sich für diesen Zweck nach längeren Auseinandersetzungen mit seinem Vater sein recht großes Erbe vorzeitig ausbezahlen. 1870 begann er mit der Einrichtung der „Zoologischen Station“, einer meeresbiologischen Forschungsanstalt in Neapel, die der Erforschung der Meeresfauna dienen sollte. Hierfür warb er öffentliche und private Gelder ein. Zu seinen Unterstützern und Förderern gehörten Charles Darwin, Karl Ernst von Baer, Thomas Henry Huxley, Emil Du Bois-Reymond, Hermann von Helmholtz, Rudolf Virchow und viele andere.
In einem neoklassizistischen Gebäude, dass Dohrn aus eigenen Mitteln und den Spendengeldern errichten ließ, wurde ab 1872 wurde die Station eröffnet. 1874 folgte auch das dazugehörige Aquarium. Der Komplex ist bis heute in seiner ursprünglichen Innen- und Außenarchitektur weitgehend erhalten. Das gilt auch für die Schaubeckenanlage des Aquariums.

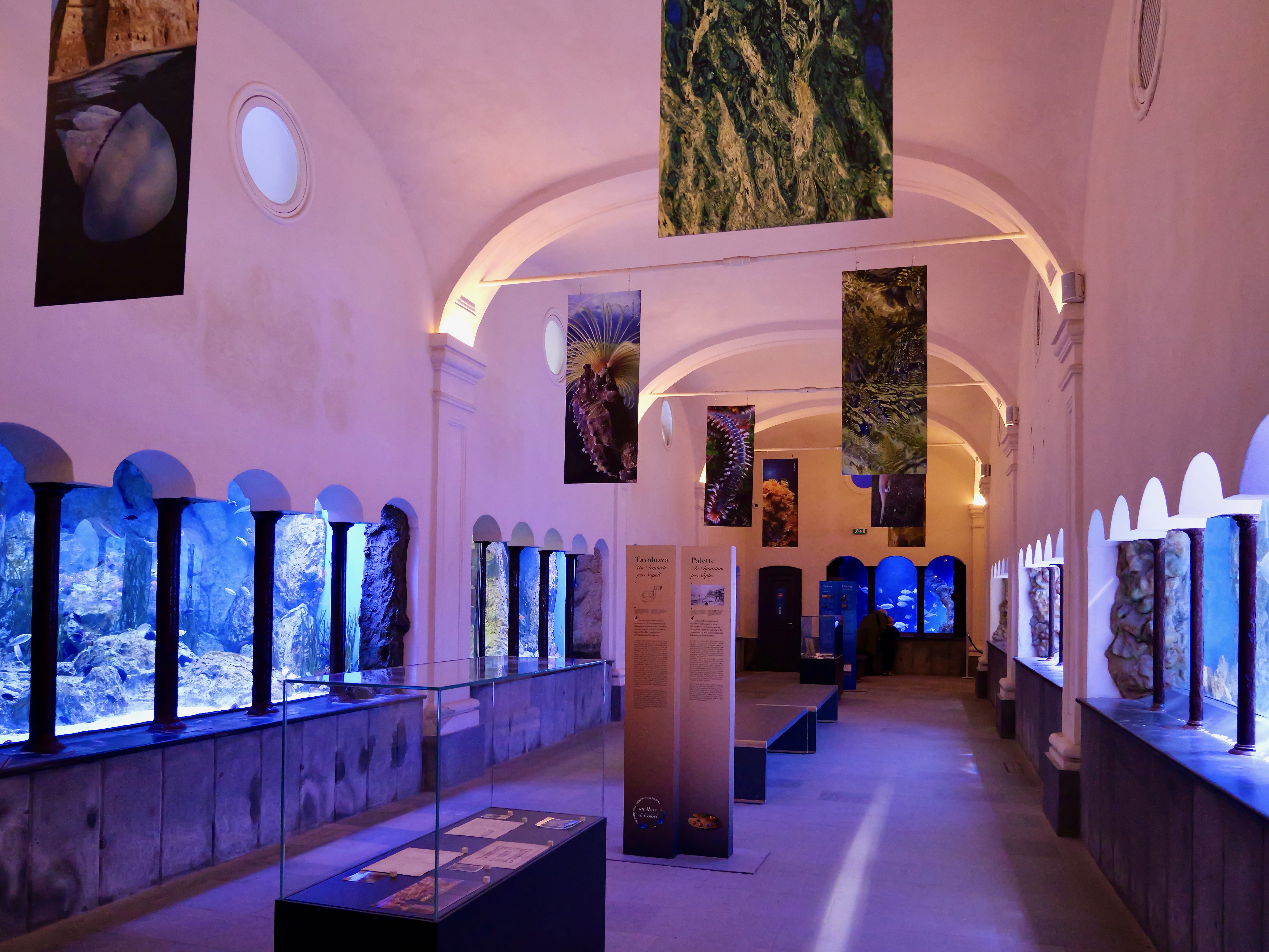
Aquarium 2024

Als absehbar war, dass die Einnahmen aus dem Aquarium für die Aufrechterhaltung der Forschungsstation nicht reichen würden, machte Dohrn diese öffentlich zugänglich. Er vermietete die Arbeitsplätze der am Golf von Neapel gelegenen Station, damit vor Ort an lebendem Material geforscht werden konnte. Weil wissenschaftliche Instrumente und betreuendes Personal zur Verfügung standen, wurde das Angebot von Wissenschaftlern in großem Maße genutzt. So konnte sich die Station schnell in eine Begegnungsstätte internationalen Ranges verwandeln, in der Wissenschaftler wie auch Künstler verschiedener Nationen ihr Wissen austauschten. Auch der russische Zoologe und spätere Nobelpreisträger Ilja Iljitsch Metschnikow, der sich unter anderem mit der Entwicklungsgeschichte niederer Meeresorganismen beschäftigte, forschte für einige Zeit in Neapel bei Dohrn.
Als Periodikum erschien der Jahresbericht der Zoologischen Station in Neapel. Eine kunsthistorische Sehenswürdigkeit ist die Zoologische Station insbesondere durch Fresken, die Hans von Marées im Auftrag Dohrns an Wänden der dortigen Bibliothek schuf. Dohrn war ein Gegner der 1892 gegründeten Biologischen Anstalt Helgoland, die er als Konkurrenz zum Institut in Neapel sah.

## Ehrungen und Mitgliedschaften

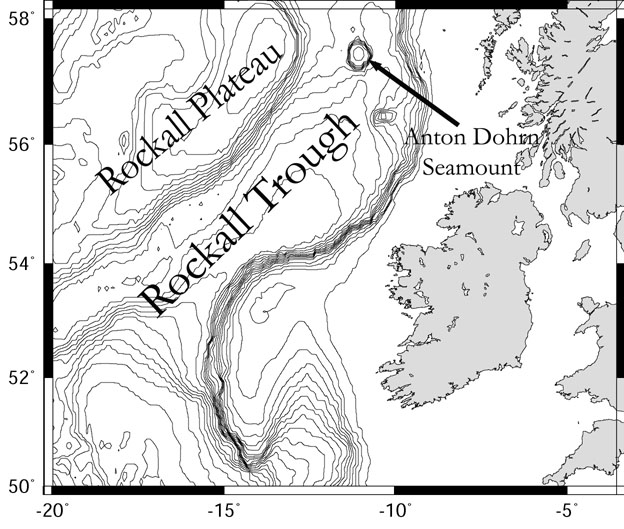
Karte vom mittleren Bereich Rockall-Trog und Rockall-Plateau

Das deutsche Fischereiforschungsschiff Anton Dohrn war nach ihm benannt. Ebenso sind die von der Anton Dohrn 1955 zwischen Island und Ostgrönland entdeckte Anton-Dohrn-Bank in der Irmingersee und die ebenfalls von der Anton Dohrn entdeckte Tiefseekuppe (Guyot) Anton Dohrn Seamount (auch Anton-Dohrn-Kuppe genannt) im Rockall-Trog westlich der Hebriden nach ihm benannt.
Im Jahr 1882 wurde er zum Mitglied der Leopoldina gewählt, 1898 zum Mitglied der Königlich Schwedischen Akademie der Wissenschaften, 1900 zum Mitglied der Königlichen Physiographischen Gesellschaft in Lund und 1904 zum korrespondierenden Mitglied der Russischen Akademie der Wissenschaften in Sankt Petersburg.

## Werke (Auswahl)
- Der Ursprung der Wirbelthiere und das Princip des Functionswechsels. Genealogische Skizzen, Leipzig 1875
- Die Pantopoden des Golfes von Neapel und der angrenzenden Meeres-Abschnitte, Leipzig 1881
- Studien zur Urgeschichte des Wirbelthierkörpers, Leipzig 1881–1886

## Aufsätze (Auswahl)
- Der gegenwärtige Stand der Zoologie und die Gründung zoologischer Stationen (1872), Wiederabdruck in: Die Naturwissenschaften, 7. Mai 1926, Band 14, Heft 19, S. 412–424, mit einem Epilog von Reinhard Dohrn, zuerst in: Preußische Jahrbücher, Band 30, 1872.
- Aus Vergangenheit und Gegenwart der Zoologischen Station in Neapel. In: Deutsche Rundschau, Band 72, 1892, S. 275–298.